# هنري غلاس
هنري غلاس (بالإنجليزية: Henry Glass)‏ هو ضابط أمريكي، ولد في 7 يناير 1844 في هوبكينزفيل في الولايات المتحدة، وتوفي في 1 سبتمبر 1908 في باسو روبليس في الولايات المتحدة.